# Kottes-Purk
Kottes-Purk osztrák mezőváros Alsó-Ausztria Zwettli járásában. 2019 januárjában 1475 lakosa volt. 

## Elhelyezkedése

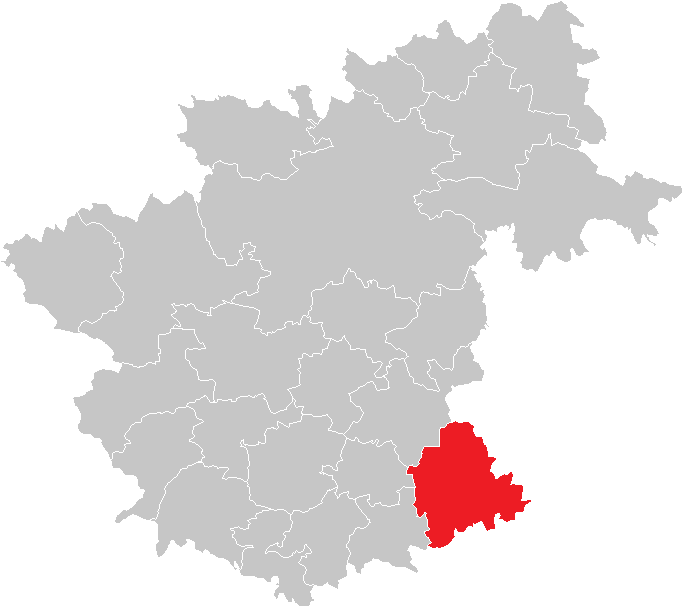
Kottes-Purk a Zwettli járásban

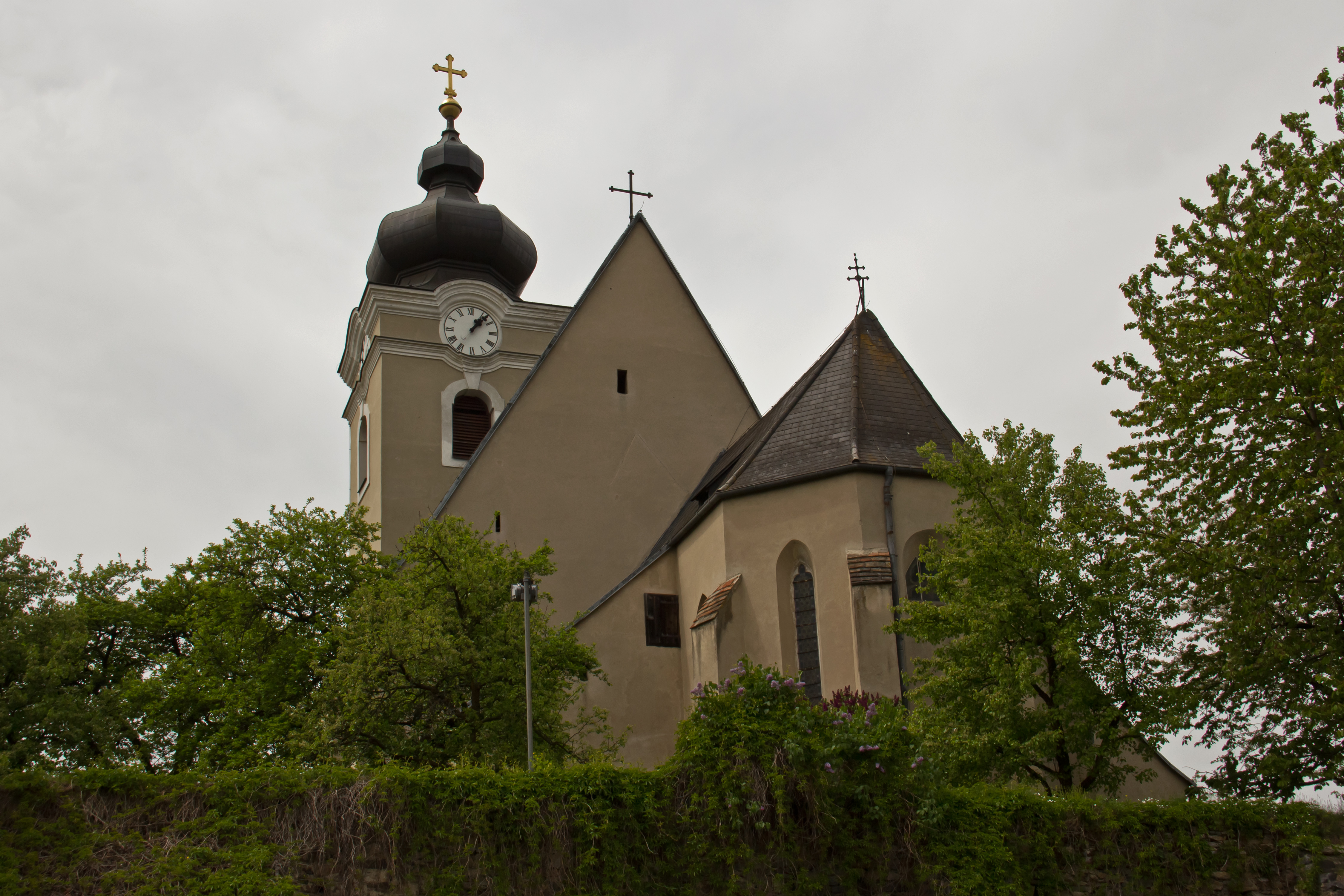
A kottesi Mária mennybevétele-plébániatemplom

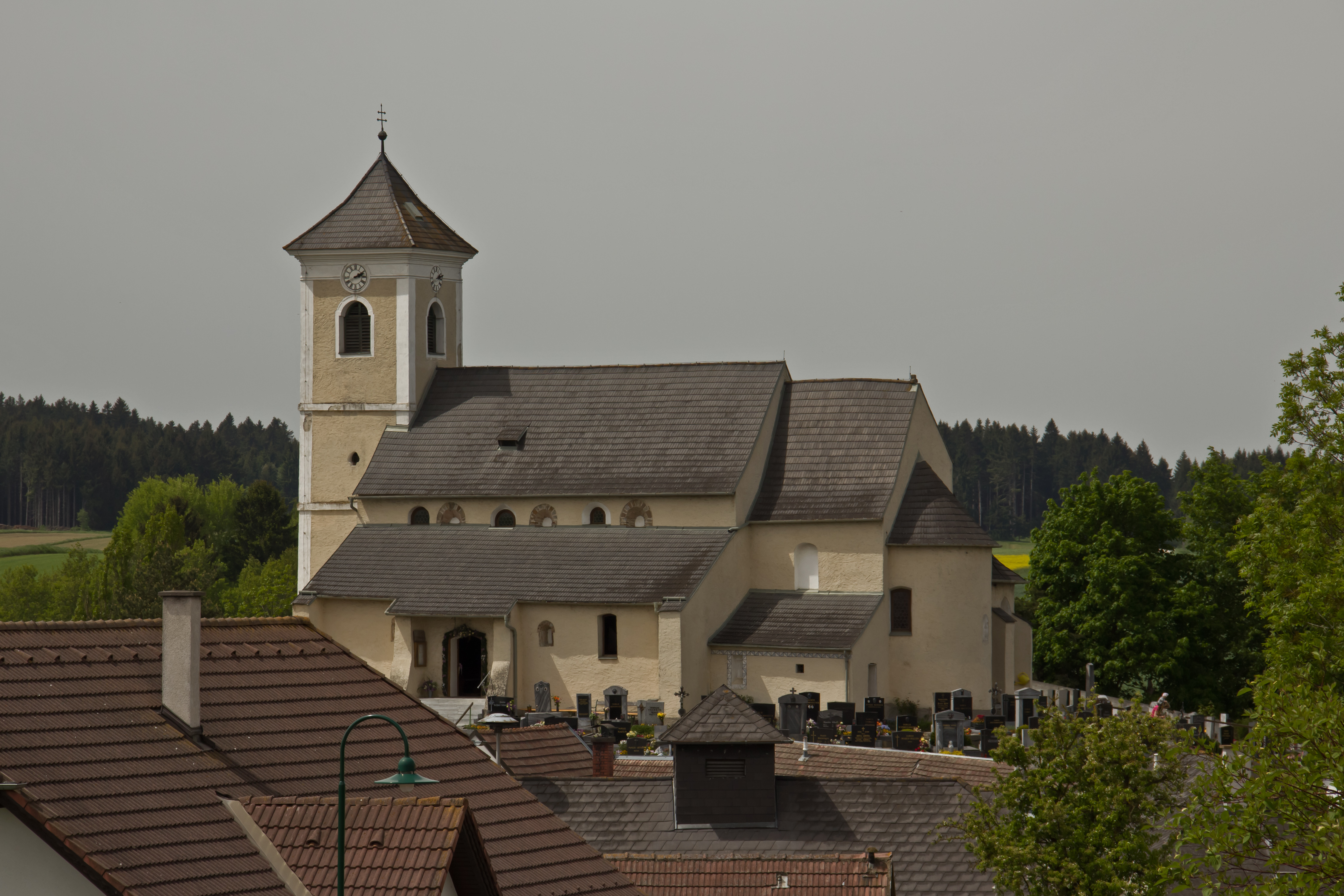
A purki Szt. Márton-plébániatemplom

Kottes-Purk Alsó-Ausztria Waldviertel régiójában fekszik a Kleine Krems folyó mentén. Területének 38,7%-a erdő. Az önkormányzat 32 településrészt és falut egyesít: Bernhards (15 lakos 2019-ben), Dankholz (54), Doppl (4), Elsenreith (133), Ensberg (4), Ernst (2), Felles (15), Fohra (12), Gotthardschlag (25), Gschwendt (34), Günsles (11), Heitzles (57), Hörans (12), Kalkgrub (49), Koppenhof (12), Kottes (392), Leopolds (26), Münichreith (32), Pfaffenschlag (23), Pötzles (16), Purk (12), Reichpolds  (32), Richterhof (20), Runds (29), Schoberhof (9), Singenreith (21), Teichmanns (29), Trittings (33), Voirans (39), Voitsau (99), Weikartschlag (57) és Wernhies (12). A kataszteri közösségek Bernhards, Dankholz, Doppl, Elsenreith, Ensberg, Ernst, Felles, Fohra, Gotthardschlag, Gschwendt, Günsles, Heitzles, Hörans, Kalkgrub, Kottes, Leopolds, Münichreith, Pfaffenschlag, Pötzles, Purk, Reichpolds, Richterhof, Runds, Schoberhof, Singenreith, Teichmanns, Trittings, Voirans, Voitsau, Weikartschlag és Wernhies.
A környező önkormányzatok: délnyugatra Kirchschlag, nyugatra Ottenschlag, északra Sallingberg, északkeletre Lichtenau im Waldviertel, keletre Albrechtsberg an der Großen Krems, délkeletre Weinzierl am Walde, délre Mühldorf és Raxendorf.

## Története
Kottes területe az 1083-ban alapított göttweigi apátság birtoka volt. Első említése Chotan formában 1096-ból származik; már ekkor megemlítik mészégetőit. Ez a tevékenység az egész középkor során megmaradt és jó megélhetést biztosított a lakosságnak. Ezenkívül vasércet és grafitot is bányásztak. 1120-ban megemlítik templomát és önálló egyházközségét. 1341-ben már saját törvényszéke volt. 1534-ben az akkor meglévő mezővárosi jogait újból megerősítették. Elsősorban marhavására volt jelentős az egész Waldviertel számára. A 16. század végére a lakosok többsége protestánssá vált, majd az ellenreformáció során visszatérítették őket katolikussá. A harmincéves háborúban a mezőváros sokat szenvedett, a háborús pusztítások kívül járványok is tizedelték a lakosságot. 
II. József egyházreformja során Purk kivált a kottesi egyházközségből és megalakította a sajátját. 1967-ben Kottes, Purk, Elsenreith, Kalkgrub, Reichpolds és Voitsau önkormányzatok Kottes-Purk néven egyesültek. A mezővároshoz 1970-ben Gschwendt is csatlakozott. Címerét 1975-ben kapta az alsó-ausztriai kormányzattól.

## Lakosság
A kottes-purki önkormányzat területén 2019 januárjában 1475 fő élt. A lakosságszám 1939 óta csökkenő tendenciát mutat. 2016-ban a helybeliek 97,7%-a volt osztrák állampolgár; a külföldiek közül 0,8% a régi (2004 előtti), 0,7% az új EU-tagállamokból érkezett. 2001-ben a lakosok 96,4%-a római katolikusnak, 2,8% pedig felekezeten kívülinek vallotta magát. 
A lakosság számának változása:

| 2016 | 1 479 |
| 2018 | 1 485 |

## Látnivalók
- a kottesi Mária mennybevétele-plébániatemplom
- a purki Szt. Márton-plébániatemplom
- Elsenreitz kápolnája

## Fordítás
- Ez a szócikk részben vagy egészben  a   Kottes-Purk című német Wikipédia-szócikk ezen változatának fordításán alapul.  Az eredeti cikk szerkesztőit annak laptörténete sorolja fel. Ez a jelzés csupán a megfogalmazás eredetét és a szerzői jogokat jelzi, nem szolgál a cikkben szereplő információk forrásmegjelöléseként.